# Acraea menippe
Acraea menippe är en fjärilsart som beskrevs av Dru Drury 1782. Acraea menippe ingår i släktet Acraea och familjen praktfjärilar. Inga underarter finns listade i Catalogue of Life.